# Sarcophyton boettgeri
Sarcophyton boettgeri är en korallart som beskrevs av Schenk 1896. Sarcophyton boettgeri ingår i släktet Sarcophyton och familjen läderkoraller. Inga underarter finns listade i Catalogue of Life.